# غاريسون إتش ديفيدسون
غاريسون إتش ديفيدسون (بالإنجليزية: Garrison H. Davidson)‏ هو لاعب كرة قدم أمريكية أمريكي، ولد في 24 أبريل 1904 في ذا برونكس في الولايات المتحدة، وتوفي في 25 ديسمبر 1992 في أوكلاند في الولايات المتحدة.